# جورجی استون
جورجی استون (به انگلیسی: Georgie Stone) (زاده ۲۰ مهٔ ۲۰۰۰) بازیگر، کنشگر استرالیایی است.
او یک زن ترنس است.